# Заброцький Вадим Йосипович
Вади́м Йо́сипович Забро́цький (17 червня 1979, Житомир, Українська РСР — 13 травня 2014, Маячка, Слов'янський район, Донецька область, Україна) — український військовослужбовець, десантник, майор (посмертно) Збройних сил України.

## Життєпис
Закінчив Житомирську загальноосвітню школу № 22, потім професійно-технічний заклад, але завжди мріяв бути військовиком, як старший брат-десантник. 2001 року закінчив Харківський інститут танкових військ Національного технічного університету «Харківський політехнічний інститут». 2007 року брав участь у миротворчій місії в Косові.
Заступник начальника штабу 2-го аеромобільно-десантного батальйону 95-ї окремої аеромобільної бригади (м. Житомир).
Загинув у бою з російськими терористами 13 травня 2014 року під час виконання бойового завдання.

### Бій під Краматорськом
О 12:30 на мосту біля дамби на околиці села Маячка (на той час — Октябрське) Слов'янського району, що за 20 км від Краматорська, під час супроводження на блокпости розрахунків 82-мм мінометів та продовольства військову колону обстріляли терористи з гранатометів та стрілецької зброї. Першим ударом підбито головний БТР-80, який уже заїхав на міст. Терористи поцілили з РПГ у двигун другого БТРа, один з автомобілів ГАЗ-66 повністю згорів. У бою при відбитті нападу загинуло 5 десантників — капітан Вадим Заброцький, старший лейтенант Віталій Дульчик, молодший сержант Віталій Рудий, молодший сержант Сергій Хрущ, старший солдат Олександр Якимов. Сержант Олег Славіцький помер від тяжких поранень у гелікоптері під час медичної евакуації, 8 поранені та контужені (серед них — капітан Володимир Бехтер, перебував у другому БТРі з кінця колони, старший солдат Денис Білявський, молодший сержант Тарас Ткаліч). Бій тривав протягом години. Після «зачистки» території на місці засідки виявлено заздалегідь обладнані позиції, контейнери від гранатометів РПГ-18 «Муха», РПГ-26 «Аглень» та гільзи від снайперських гвинтівок. Переміщувалися бойовики кількома мікроавтобусами та легковими автомобілями.
Кілька терористів під час бою також зазнали поранень, про що свідчать сліди крові та рештки бронежилетів. За даними Міноборони України, нападники втратили щонайменше 5 бійців: один загинув, 4 важко поранені та перебувають у першій міській лікарні у Слов'янську.
16 і 17 травня в Житомирі прощалися із загиблими десантниками, близько 2000 житомирців відвідали військову частину, щоб вшанувати пам'ять героїв, в області оголосили триденну жалобу. Вадима Заброцького поховали в селі Світин Житомирського району.
Вдома залишилися дружина Юлія та двоє дочок — Анна і Анастасія, 2004 і 2005 років народження.

## Нагороди
20 червня 2014 року — за особисту мужність і героїзм, виявлені у захисті державного суверенітету та територіальної цілісності України, вірність військовій присязі та незламність духу, відзначений — нагороджений орденом «За мужність» III ступеня (посмертно).

## Вшанування пам'яті
22 травня 2015 року на фасаді будівлі Житомирської ЗОШ I—III ступенів № 22 ім. В. М. Кавуна встановлено меморіальшу дошку на честь загиблого випускника школа Вадима Заброцького.
У Житомирі є вулиця Майора Заброцького.